# Coublevie
Coublevie is een gemeente in het Franse departement Isère (regio Auvergne-Rhône-Alpes). De plaats maakt deel uit van het arrondissement Grenoble. Coublevie telde op 1 januari 2022 5.409 inwoners.

## Geografie
De oppervlakte van Coublevie bedroeg op 1 januari 2022 7,05 vierkante kilometer; de bevolkingsdichtheid was toen 767,2 inwoners per km².

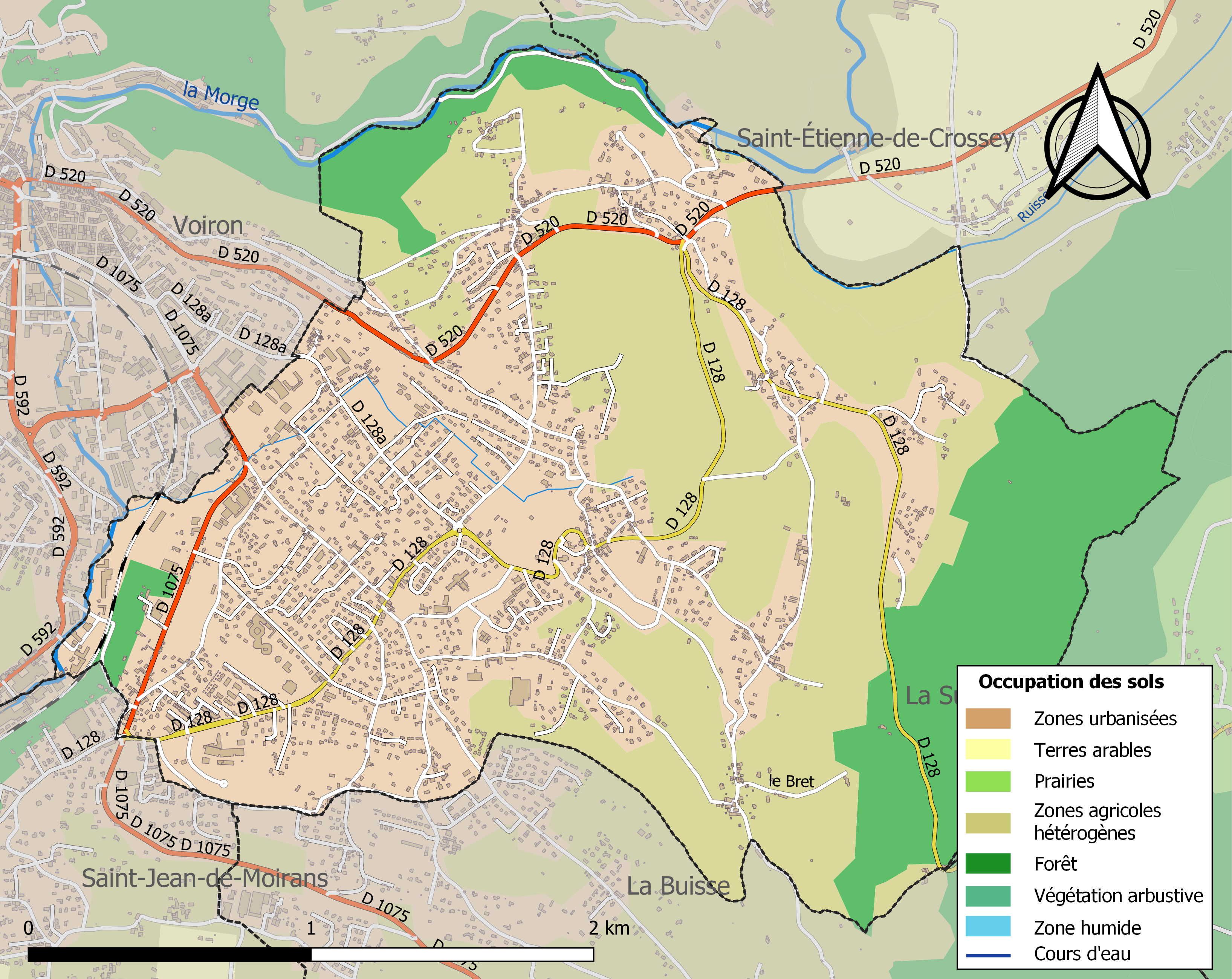
Kaart van de gemeente met de belangrijkste infrastructuur, bodemgebruik en omliggende gemeenten

## Demografie
Onderstaande figuur toont het verloop van het inwonertal (bron: INSEE-tellingen).